# Veselé Vánoce, Charlie Mansone
Veselé Vánoce, Charlie Mansone (v anglickém originále Merry Christmas, Charlie Manson!) je šestnáctý díl druhé řady amerického komediálního animovaného televizního seriálu Městečko South Park. 

## Děj
Kyle a Kenny jedou s Cartmanem k jeho babičce, ale Stanovi to nechtějí dovolit jeho rodiče, tak uteče a bez dovolení se s kluky a Cartmanovou mámou vydává do Nebrasky. S Cartmanovou babičkou žije i Cartmanův děda, strýček Stinky, teta Lisa, bratranec Fred, sestřenka Alexandra, tlustý Bob, pes Jimmy a prababička Florence. Z vězení k nim uteče strýček Howard, který domů přivede Charlieho Mansona. Kluci chtějí do obchodu vidět pana Hankeyho, vánoční hovínko, ale nikdo je nechce svézt a Charles se nabídne. Stanovi rodiče zavolají jeho matce Liane, čímž zjistí, že je Stan v Nebrasce. V obchodě kluci vidí pana Hankeyho, ale na pohled vidí, že je to jen člověk v kostýmu, a tak mu strhnou masku. To se ostatním dětem nelíbí a v obchodě vzniká panika. V obchodě policisté poznají Mansona, který s kluky rychle odjede zpátky za Cartmanovou babičkou. Policie se Stanovými rodiči obklíčí dům. Howard s Mansonem mohou utéct, ale když se k nim chce připojit Stan, Manson mu to rozmluví a rozhodne se vzdát. Nakonec všichni vyjdou z domu a policie zatkne uprchlé vězně. Sharon a Randy Stanovi slíbí, že na všechno zapomenou a jedou si užít zbytek svátků domů, avšak po svátcích ho za to potrestají. Z Mansona se díky pohádkám, které viděl, stává dobrý člověk, ale zůstává ve vězení opuštěný. V noci ho nečekaně navštíví Cartmanova rodina, Kyle a Stan a popřejí mu hezké Vánoce, z čehož je Manson dojat.